# Flaga San Marino

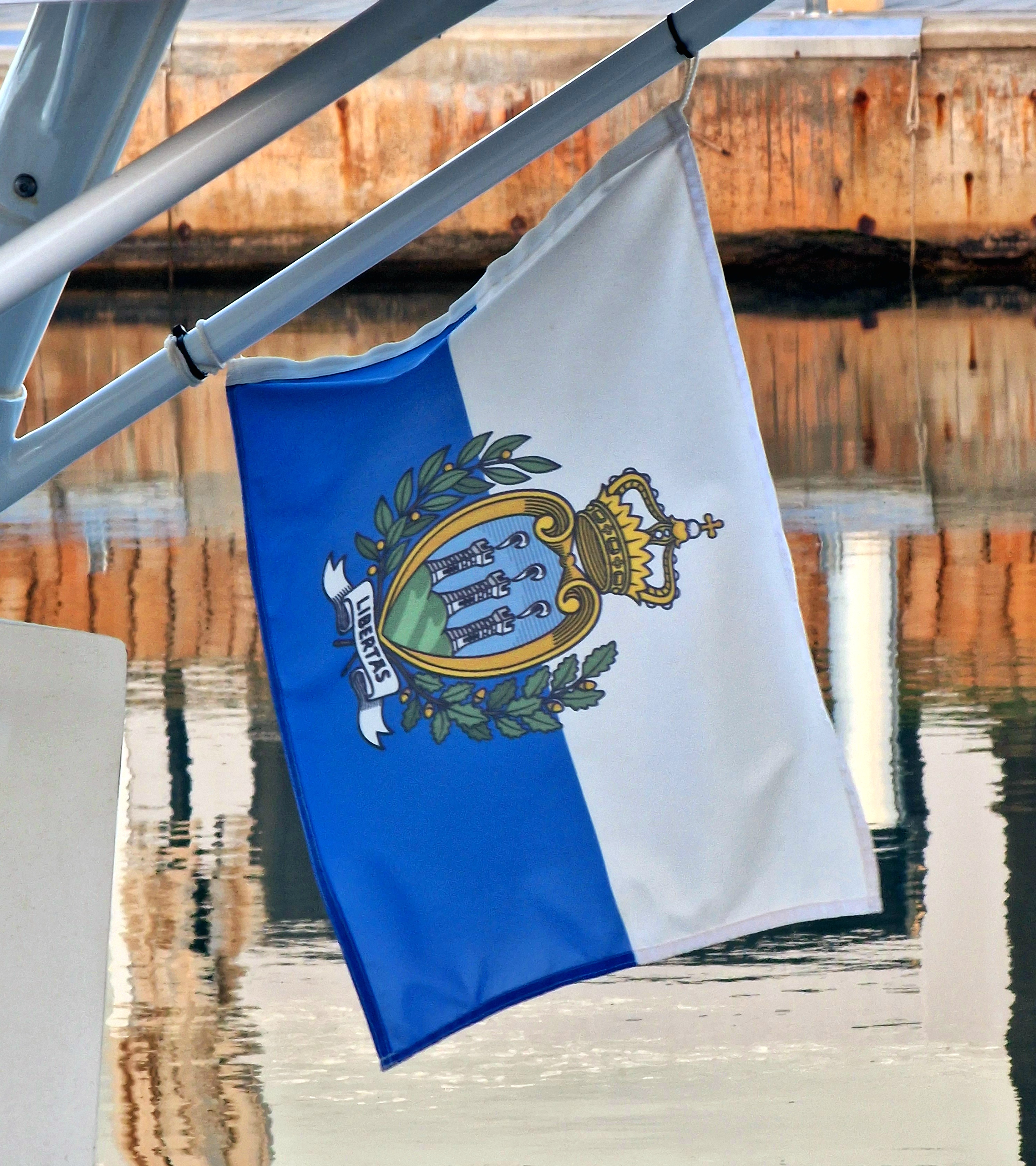
Flaga San Marino na łodzi w Hiszpanii.

Flaga San Marino – jeden z symboli państwowych San Marino.

## Historia i symbolika
Flaga jest prostokątem o proporcjach 3:4.
W 1797 wprowadzono w San Marino kokardę biało-niebieską jako znak suwerenności. Barwy wzięto z herbu, który symbolizuje trzy zamki na Monte Titano (Guaita, Cesta, Montale).

Flaga z lat 1465–1797
Flaga przed normalizacją, 1862–2011